# شانسون دو غيوم
شانسون دو غيوم، تُسمى أيضًا شانسون دو ويليام أو أغنية الإيماء، هي أغنية البطولة بداية النصف الأول من القرن الثاني تقريبا 1140، على الرغم من أن النصف الأول من القصيدة قد يرجع تاريخه إلى أوائل القرن الحادي عشر ؛ إضافة إلى نشيد رولاند وجورمون وإيزيمبار [الإنجليزية] تعد واحدة من ثلاثة قصائد الملحمية التي لا جدال بأن نشأتها يعود إلى ما قبل 1150.

## الوصف
يحتوي العمل عمومًا على شطرين مختلفين:
- الشطر الأول (ألفي سطر) يخبر عن غيوم دورانج [الفرنسية]، ابن أخيه فيفان والأخ الأخير الشاب غوي ومعاركهم المتنوعة مع ساراكينوس في لاراشامب (اليسكامب [الإنجليزية])؛
- النصف الثاني من القصيدة (بعد الألفي سطر)، يساعد راينوارد، السراساني العملاق والمتحول، غيوم.

تحتوي القصيدة على 3553 بيت في مقاطع غير مستقرة ؛ معظم الأبيات تتكون من عشر مقاطع، ولكن في بعض الأحيان هناك سطور قصيرة متكررة ذات ستة مقاطع. القصيدة موجودة فقط في مخطوطة واحدة من القرن الثالث عشر، مكتوبة باللغة الأنغلو-نورمانية، التي لم تظهر إلا في عام 1901 عند بيع كتب السيد هنري هوب إدواردز . قد انتقلت المخطوطة في ذلك الحين إلى المكتبة البريطانية (مكتبة بريطانية، 38663مlضافة)،
هذه أغنية البطولة هي الوحيدة المتعلقة بأفعال ويليام اورانج التي لم تُضمن في مجموعات القرن الثالث عشر الدورية من أغاني البطولة يشار إليها عموما دورة أغاني الإيماءات لاورانج.
لقد توسعت وتكيفت معظم مادة القصيدة (خاصة في النصف الثاني) بواسطة أغنية البطولة اليسكان لاحقاً .